# Hieracium kirghisorum
Hieracium kirghisorum es una especie de planta con flor del género Hieracium, de la familia Asteraceae, orden Asterales.

## Distribución
Hieracium kirghisorum se distribuye por Kirguistán y Kazajistán.

## Taxonomía
Fue descrita científicamente por Üksip.
Tratamiento taxonómico
La especie aparece registrada en una sección de la publicación Bot. Mater. Gerb. Bot. Inst. Komarova Akad. Nauk S.S.S.R.